# Skoll World Forum
Het Skoll World Forum is een driedaagse conferentie over sociaal ondernemerschap, die jaarlijks wordt gehouden in Oxford. Circa 900 mensen uit de sociale, financiële, private en publieke sector (uit ruim 65 landen) komen bijeen om te netwerken, debatteren, discussiëren en om werksessies te houden waarin sociaal ondernemerschap centraal staat. Het doel is stimulering van innovatie en versnelling en het opschalen van oplossingen voor maatschappelijke uitdagingen.
De conferentie is maart 2004 in het leven geroepen door Jeff Skoll. In recente jaren is de nadruk verschoven van een bijeenkomst van overwegend sociaal ondernemers, tot een ontmoetingsplek voor sociaal ondernemers met vertegenwoordigers van overheden, bedrijven, de media, en activisten. Op de conferentie in 2012 waren 150 bedrijven vertegenwoordigd (tweemaal zoveel als in 2011).

## Thema's en sprekers
Thema's die aan bod komen tijdens een driedaagse conferentie, zijn bijvoorbeeld:
- Ontbossing en uitputting van grondstoffen -- wat draagt eraan bij; welke rol spelen keuzes van consumenten; hoe kunnen grote bedrijven als Unilever helpen bij het creëren van een omslag in productie-, distributie- en consumptiepatronen die van invloed zijn op het kappen van bossen? Hoe kunnen ecosysteemdiensten worden doorberekend in de kostprijs van producten?
- Waterschaarste.
- Duurzame energie -- Hoe kan energie-efficiëntie bevorderd worden en onze afhankelijkheid van eindige energiebronnen afgebouwd?
- Overbevissing.
- Innovatief bankieren.
- Het meten van return on investment. Hoe effectief is een organisatie?

Sprekers op de conferenties van 2011 en 2012 waren onder anderen:
- Desmond Tutu, Aartsbisschop van Kaapstad.
- Mabel van Oranje, oud-directeur van 'Global Elders'.
- Baaba Maal, Senegalees Musicus.
- Jeff Skoll, miljardair, oprichter en voorzitter van de Jeff Skoll Group.
- Larry Brilliant, epidemioloog, directeur van het Skoll Global Threats Fund.
- Peter Gabriel, activist en musicus.
- Jimmy Carter, voormalig president van de Verenigde Staten.
- R.K.Pachuari, voorzitter van het Intergovernmental Panel on Climate Change.
- Mike Barry, hoofd van Sustainable Business, Marks & Spencer.
- Jason Clay, senior vicepresident, Markets, Wereld Natuur Fonds, Verenigde Staten.
- Ariana Huffington, directeur en hoofdredacteur van The Huffington Post.
- Annie Lennox, zangeres.
- Keith Kenny, directeur McDonald's Europe Ltd.
- Gavin Neath, senior vicepresident, Sustainability, Unilever.
- George Soros miljardair en filantroop, oprichter Open Society Foundations.